# Richard Dyer
Richard Dyer (ur. 24 stycznia 1968) – montserracki piłkarz grający na pozycji napastnika,  reprezentant Montserratu.
Podczas eliminacji do Mistrzostw Świata 2002 Dyer reprezentował Montserrat tylko w jednym spotkaniu; był to pojedynek pomiędzy Dominikaną a Montserratem, w którym Dyer zagrał całe spotkanie, jednak jego reprezentacja przegrała 1-3.